# 依泊二醇
依泊二醇（英語：Epomediol，商品名Clesidren）是一种人工合成的类萜物质，分子式C10H18O3，有利胆剂的作用，可用于对症治疗妊娠期肝內膽汁淤積症引起的骚癢。